# Tout est illuminé (roman)
Pour le film de Liev Schreiber, voir Tout est illuminé (film).
Tout est illuminé (titre original : Everything Is Illuminated) est le premier roman de l'écrivain juif-américain Jonathan Safran Foer (1977-). Publié dans sa langue originale en 2002 chez Houghton Mifflin, il est traduit en français l'année suivante, en 2003, par Jacqueline Huet et Jean-Pierre Carasso et publié aux éditions de l'Olivier.

## Adaptation
Le livre est adapté au cinéma en 2005), dans un film de Liev Schreiber  (même titre "Tout est illuminé"), mettant en scène Elijah Wood.